# پیم فورتاین
پیم فورتاین (به هلندی: Pim Fortuyn) سیاست‌مدار و جامعه‌شناس هلندی بود که در سال ۲۰۰۲ ترور شد. وی در همان سال حزب خود را پایه‌گذاری کرده بود و خود را آماده انتخابات پارلمانی می‌کرد.
وی سیاستمداری تندرو بود که مخالف افزایش مهاجرت به هلند و حضور پررنگ تر مسلمانان در آن کشور بود.
وی ده روز قبل از برگزاری انتخابات ترور شد. وی علناً همجنسگرا بود.

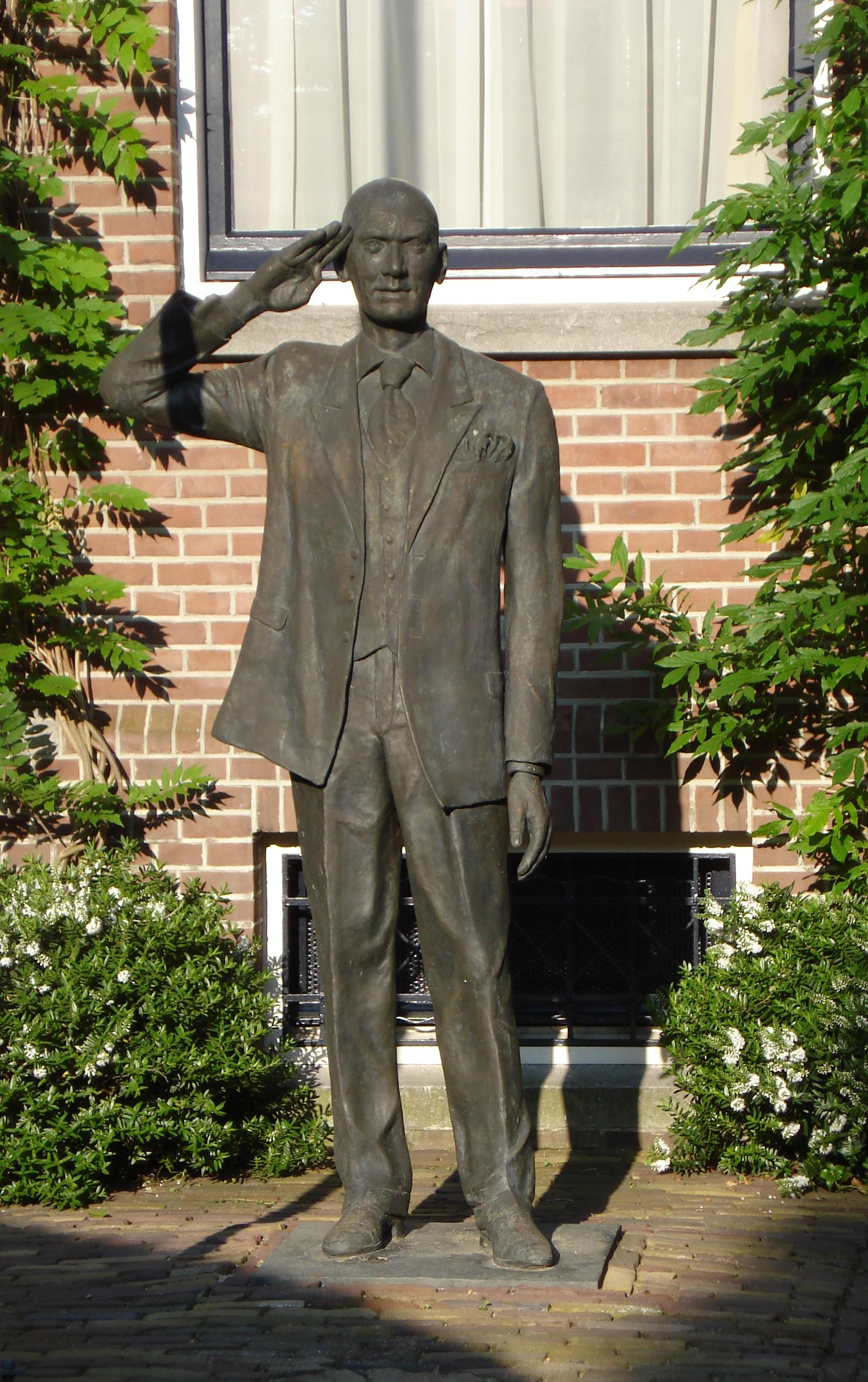
مجسمهٔ پیم فورتاین